# Castegnero
Castegnero är en ort och kommun i provinsen Vicenza i regionen Veneto i Italien. Kommunen hade 2 905 invånare (2018).